# 34357 Amaraorth
34357 Amaraorth è un asteroide della fascia principale. Scoperto nel 2000, presenta un'orbita caratterizzata da un semiasse maggiore pari a 3,0675108 au e da un'eccentricità di 0,0087030, inclinata di 8,62864° rispetto all'eclittica.